# Zwartborstprinia
De zwartborstprinia (Prinia flavicans) is een zangvogel uit de familie Cisticolidae.

## Verspreiding en leefgebied
Deze soort komt voor in zuidelijk Afrika en telt vier ondersoorten:
- P. f. bihe: zuidelijk Angola en westelijk Zambia.
- P. f. ansorgei: zuidwestelijk Angola en noordwestelijk Namibië.
- P. f. flavicans: van zuidelijk Namibië tot centraal Botswana en noordwestelijk Zuid-Afrika.
- P. f. nubilosa: van noordoostelijk Namibië tot noordoostelijk Zuid-Afrika.

## Status
De grootte van de populatie is niet gekwantificeerd maar de soort wordt omschreven als plaatselijk algemeen tot zeer talrijk. Op de Rode lijst van de IUCN heeft deze soort de status niet bedreigd.